# Edward Harland
Edward James Harland (ur. 15 maja 1831 w Scarborough, zm. 24 grudnia 1895 w Glenfarne) – brytyjski stoczniowiec, przedsiębiorca i polityk, współzałożyciel stoczni Harland and Wolff w Belfaście.
Syn Williama Harlanda, lekarza i inżyniera-amatora. Wczesną edukację odbył w Edinburgh Academy. W wieku 15 lat podjął praktyki w zakładach produkcji taboru kolejowego Robert Stephenson and Co. w Newcastle upon Tyne, następnie podjął pracę w stoczni J. and G. Thomson w Glasgow. W 1854 roku przeniósł się do Belfastu, gdzie objął stanowisko kierownika w stoczni Hickson & Co. W 1858 roku nabył tę stocznię, a w 1861 roku wraz z Gustavem Wilhelmem Wolffem, założył spółkę Harland and Wolff. W 1889 roku Harland wycofał się z czynnego udziału w przedsiębiorstwie.
W późniejszych latach podjął działalność polityczną, związując się z Partią Konserwatywno-Unionistyczną. W latach 1885–1886 był burmistrzem Belfastu. W 1889 roku został posłem do Izby Gmin, gdzie do śmierci w 1895 roku reprezentował okręg Belfast North. W 1885 roku uzyskał tytuł baroneta.